# Башкирский хореографический колледж
«Башки́рский хореографи́ческий ко́лледж имени Рудольфа Нуреева» — государственное бюджетное профессиональное образовательное учреждение Республики Башкортостан, расположенное в городе Уфе. Колледж находится в ведении Министерства культуры Республики Башкортостан и специализируется на подготовке артистов балета и артистов ансамбля. Является одним из ведущих учебных заведений России в области хореографического образования.

## История
Хореографическое училище в городе Уфе было основано в соответствии с приказом Министерства Культуры РСФСР от 24 февраля 1983 года № 102 «Об организации хореографического училища в г. Уфе» и решением Министерства высшего и среднего профессионального образования СССР от 28 января 1983 года (протокол № 5). В 1994 году постановлением Кабинета Министров Республики Башкортостан от 4 февраля 1994 года № 33 Уфимское хореографическое училище и Башкирский театр оперы и балета были объединены в «Творческое объединение музыкально-сценического искусства». В 1996 году была осуществлена реорганизация объединения. Постановлением Кабинета Министров Республики Башкортостан от 22 августа 1996 года № 250 «О реорганизации Творческого объединения музыкально-сценического искусства и его подразделений» училище получило наименование «Башкирское хореографическое училище». В феврале 1998 года училищу присвоено имя Рудольфа Нуреева. В июле 2009 года Государственное образовательное учреждение среднего профессионального образования культуры и искусства Республики Башкортостан «Башкирское хореографическое училище имени Рудольфа Нуреева» переименовано в Государственное образовательное учреждение среднего профессионального образования культуры и искусства Республики Башкортостан «Башкирский хореографический колледж имени Рудольфа
Нуреева». С 2015 года носит название государственное бюджетное профессиональное образовательное учреждение Республики Башкортостан Башкирский хореографический колледж имени Рудольфа Нуреева.
Основателем и первым директором стал Алик Салихович Бикчурин, выпускник Ленинградского хореографического училища, солист, позже — директор Башкирского театра оперы и балета. Первые педагоги училища — Леонора Куватова и Венера Галимова также были представителями ленинградской школы. Мужской класс вёл Шамиль Терегулов, окончивший Пермское хореографическое училище. В 1990 году состоялся первый выпуск народного отделения, который подготовил педагог Марат Каримов, а в 1993 году — первый выпуск классического отделения.

## Здание колледжа
Здание, в котором размещается учебный корпус Башкирского хореографического колледжа, относится к памятникам архитектуры Уфы. Его строительство началось в 1913 году и принадлежало некоему купцу. По словам Алика Бикчурина: «Здание, приютившее Башкирское хореографическое училище, свято для уфимцев. Когда-то в нем размещалось медресе — мусульманское духовное училище, в котором два года учился Фарид Яруллин, будущий композитор, автор балета „Шурале“. С установлением советской власти здесь поселилась общеобразовательная школа, опекаемая известными в стране деятелями науки. Многие годы школу возглавлял видный фольклорист и языковед (отец будущего руководителя республики) З. М. Шакиров. Её и окончил Рудольф Нуреев, прежде чем поступить в Ленинградское хореографическое училище.
В 1986 году после фундаментальной реконструкции, исполненной благодаря заботам бывшего секретаря Башкирского обкома КПСС М. З. Шакирова, сына просветителя, старинный дом принял хореографическое училище на 210 учащихся».
К старому зданию были пристроены небольшой школьный театр и переход в новое пятиэтажное здание, где два этажа занимает интернат, а наверху находятся девять балетных залов.

## Художественные руководители
- 1985 - 1994 — Бикчурин Алик Салихович
- 1994 - 2005 — Куватова Леонора Сафыевна
- 2007 - 2021 — Куватова Леонора Сафыевна
- 2022 - 2024 — Вильданова Олия Галеевна
- 2024 - н.в — Хмызова Диляна Амуровна

## Директора
- 1985 - 2009 — Бикчурин Алик Салихович
- 2009 - 2010 — Фасхутдинов Ахат Ахметович
- 2010 - 2012 — Туйгунов Амир Валиуллович
- 2012 - 2022 — Вильданова Олия Галеевна
- 2023 - 2025 — Маняпов Ильдар Ильдусович
- 2025 - н.в. — Нуриманова Альбина Радиковна

## Известные педагоги
- Бикчурин, Алик Салихович — заслуженный артист БАССР
- Галимова, Венера Хакимовна — заслуженная артистка РФ, народный и заслуженный артартист БАССР
- Каримов, Марат Аглямович
- Куватова, Леонора Сафыевна — народная артистка РСФСР
- Мустаева, Фарида Хашимовна
- Нафикова, Фердаус Мухаметвалеевна — народная артистка РСФСР
- Сабирова, Галина Георгиевна — заслуженная артистка Республики Башкортостан
- Терегулов, Шамиль Ахмедович — заслуженный артист РСФСР, народный артист Республики Башкортостан
- Шапкина, Людмила Васильевна — народная артистка Республики Башкортостан

## Известные выпускники
- Закирова, Римма Раисовна — народная артистка Республики Башкортостан (2010)
- Зинов, Аркадий Владимирович — заслуженный артист РФ (2011)
- Мавлюкасова, Гульсина Галимовна — заслуженная артистка РФ (2024)
- Маняпов, Ильдар Ильдусович — заслуженный артист Республики Башкортостан (2014)
- Меркурьев, Андрей Николаевич — заслуженный артист РФ (2014)
- Мухаметов, Руслан Радальевич —  народный  артист Республики Башкортостан (2003)
- Рыкин, Роман Владимирович — народный артист Республики Башкортостан (1993)
- Сологуб, Наталья Александровна
- Сулейманова, Гузель Наилевна — заслуженная артистка РФ (2007), народная артистка Республики Башкортостан (2003)
- Шайдуллин, Айдар Мирсаетович — заслуженный артист РФ (2006)
- Шафигуллина, Алсу Талгатовна — народная артистка РБ (2000)

## Спектакли училища
- 1997 — «Шопениана» на музыку Фредерика Шопена, хореография Михаила Фокина
- 1997 — «Баядерка» Людвига Минкуса, хореография Мариуса Петипа
- 1997 — «Волшебная флейта» Рикардо Дриго, балетмейстер Андрей Меланьин
- 2001 — «Белоснежка и семь гномов» Карэна Хачатуряна, балетмейстер Борис Мягков
- 2005 — Классический дивертисмент из балета «Пахита» на музыку Людвига Минкуса, хореография Мариуса Петипа
- 2005 — «Испанские миниатюры»
- 2008 — «Лебединое озеро», хореография М. Петипа и Л. Иванова в редакции Константина Сергеева, постановка Леоноры Куватовой